# Kanton Niort-Est
Der Kanton Niort-Est war von 1973 bis 2015 ein französischer Wahlkreis im Arrondissement Niort, im Département Deux-Sèvres und in der Region Poitou-Charentes. Seine Vertreterin im Conseil Régional des Départements für die Jahre 1998 bis 2011 war Geneviève Rizzi (PS). Ihr folgte Rodolphe Challet (ebenfalls PS) nach.
Der Kanton bestand aus den Vierteln Champclairot, Champommier, Goise, Saint-Florent und Souché der Stadt Niort und hatte 18.608 Einwohner (Stand: 2012).